# Nebelhorn Trophy de 2005
Nebelhorn Trophy de 2005 foi a trigésima sétima edição do Nebelhorn Trophy, um evento anual de patinação artística no gelo organizado pela União Alemã de Patinação no Gelo (em alemão:  Deutsche Eislauf-Union). A competição foi disputada entre os dias 29 de setembro e 2 de outubro, na cidade de Oberstdorf, Alemanha.

## Eventos
- Individual masculino
- Individual feminino
- Duplas
- Dança no gelo

## Medalhistas
| Evento                        | Ouro                                             | Prata                                            | Bronze                                          |
| Individual masculino detalhes | Stefan Lindemann · Alemanha                      | Noriyuki Kanzaki · Japão                         | Tomáš Verner · República Tcheca                 |
| Individual feminino detalhes  | Elena Sokolova · Rússia                          | Alisa Drei · Finlândia                           | Beatrisa Liang · Estados Unidos                 |
| Duplas detalhes               | Aliona Savchenko · Robin Szolkowy · Alemanha     | Meagan Duhamel · Ryan Arnold · Canadá            | Marcy Hinzmann · Aaron Parchem · Estados Unidos |
| Dança no gelo detalhes        | Tanith Belbin · Benjamin Agosto · Estados Unidos | Margarita Drobiazko · Povilas Vanagas · Lituânia | Christina Beier · William Beier · Alemanha      |

## Resultados

### Individual masculino
| Pos.              | Nome                 | Nacionalidade    | Pontos | PC         | PL         |
| ----------------- | -------------------- | ---------------- | ------ | ---------- | ---------- |
| Medalha de ouro   | Stefan Lindemann     | Alemanha         | 179.34 | 68.93 (1)  | 110.41 (5) |
| Medalha de prata  | Noriyuki Kanzaki     | Japão            | 178.85 | 58.94 (3)  | 119.91 (1) |
| Medalha de bronze | Tomáš Verner         | República Tcheca | 171.80 | 57.04 (5)  | 114.76 (2) |
| 4                 | Vitali Danilchenko   | Ucrânia          | 171.55 | 58.36 (4)  | 113.19 (3) |
| 5                 | Sergei Davydov       | Bielorrússia     | 167.69 | 56.67 (6)  | 111.02 (4) |
| 6                 | Shaun Rogers         | Estados Unidos   | 167.58 | 65.81 (2)  | 101.77 (7) |
| 7                 | Nicholas Young       | Canadá           | 159.91 | 56.17 (7)  | 103.74 (6) |
| 8                 | Silvio Smalun        | Alemanha         | 153.31 | 51.73 (8)  | 101.58 (8) |
| 9                 | Filip Stiller        | Suécia           | 145.27 | 48.59 (12) | 96.68 (10) |
| 10                | Martin Liebers       | Alemanha         | 145.12 | 50.18 (10) | 94.94 (11) |
| 11                | Andrei Lezin         | Rússia           | 144.97 | 45.18 (14) | 99.79 (9)  |
| 12                | Denis Leushin        | Rússia           | 140.79 | 48.75 (11) | 92.04 (13) |
| 13                | Aidas Reklys         | Lituânia         | 139.42 | 47.12 (13) | 92.30 (12) |
| 14                | Hugh Yik             | Canadá           | 135.67 | 50.75 (9)  | 84.92 (18) |
| 15                | Michal Matloch       | República Tcheca | 133.71 | 44.58 (16) | 89.13 (16) |
| 16                | Kristoffer Berntsson | Suécia           | 133.54 | 44.22 (17) | 89.32 (15) |
| 17                | Przemysław Domański  | Polônia          | 133.10 | 43.59 (18) | 89.51 (14) |
| 18                | Jeremy Abbott        | Estados Unidos   | 123.92 | 35.41 (21) | 88.51 (17) |
| 19                | Ari-Pekka Nurmenkari | Finlândia        | 122.01 | 39.41 (19) | 82.60 (19) |
| 20                | Clemens Brummer      | Alemanha         | 120.98 | 44.74 (15) | 76.24 (20) |
| 21                | Tobias Bayer         | Alemanha         | 97.44  | 37.45 (20) | 59.99 (22) |
| 22                | Gareth Echardt       | África do Sul    | 94.10  | 30.87 (22) | 63.23 (21) |

### Individual feminino
| Pos.              | Nome                    | Nacionalidade    | Pontos | PC         | PL         |
| ----------------- | ----------------------- | ---------------- | ------ | ---------- | ---------- |
| Medalha de ouro   | Elena Sokolova          | Rússia           | 158.56 | 58.70 (1)  | 99.86 (1)  |
| Medalha de prata  | Alisa Drei              | Finlândia        | 151.20 | 52.26 (2)  | 98.94 (2)  |
| Medalha de bronze | Beatrisa Liang          | Estados Unidos   | 141.70 | 49.33 (4)  | 92.37 (3)  |
| 4                 | Lesley Hawker           | Canadá           | 135.22 | 45.94 (5)  | 89.28 (4)  |
| 5                 | Sarah Meier             | Suíça            | 131.53 | 44.74 (6)  | 86.79 (5)  |
| 6                 | Jenna Mccorkell         | Reino Unido      | 129.44 | 51.25 (3)  | 78.19 (7)  |
| 7                 | Amanda Billings         | Canadá           | 120.84 | 39.11 (11) | 81.73 (6)  |
| 8                 | Annette Dytrt           | Alemanha         | 119.36 | 42.22 (9)  | 77.14 (8)  |
| 9                 | Constanze Paulinus      | Alemanha         | 117.58 | 44.69 (7)  | 72.89 (9)  |
| 10                | Jane Bugaeva            | Estados Unidos   | 111.96 | 41.66 (10) | 70.30 (10) |
| 11                | Marietheres Huonker     | Alemanha         | 102.27 | 42.52 (8)  | 59.75 (15) |
| 12                | Anastasia Gimazetdinova | Uzbequistão      | 102.26 | 36.12 (13) | 66.14 (12) |
| 13                | Petra Lukacikova        | República Tcheca | 101.70 | 33.30 (16) | 68.40 (11) |
| 14                | Roxana Luca             | Romênia          | 101.22 | 38.65 (12) | 62.57 (13) |
| 15                | Andrea Kreuzer          | Áustria          | 95.64  | 35.04 (14) | 60.60 (14) |
| 16                | Ami Kobayashi           | Japão            | 92.47  | 34.24 (15) | 58.23 (16) |
| 17                | Jacqueline Belenyesiová | Eslováquia       | 90.60  | 32.63 (17) | 57.97 (17) |
| 18                | Jenna-Anne Buys         | África do Sul    | 83.79  | 29.30 (18) | 54.49 (18) |
| 19                | Evgenia Melnik          | Bielorrússia     | 73.37  | 27.33 (19) | 46.04 (19) |

### Duplas
| Pos.              | Nome                                   | Nacionalidade  | Pontos | PC         | PL         |
| ----------------- | -------------------------------------- | -------------- | ------ | ---------- | ---------- |
| Medalha de ouro   | Aliona Savchenko / Robin Szolkowy      | Alemanha       | 161.98 | 60.33 (1)  | 101.65 (2) |
| Medalha de prata  | Meagan Duhamel / Ryan Arnold           | Canadá         | 148.27 | 46.53 (2)  | 101.74 (1) |
| Medalha de bronze | Marcy Hinzmann / Aaron Parchem         | Estados Unidos | 129.42 | 41.44 (8)  | 87.98 (3)  |
| 4                 | Elena Efaieva / Alexei Menshikov       | Rússia         | 128.55 | 40.81 (9)  | 87.74 (4)  |
| 5                 | Tiffany Scott / Rusty Fein             | Estados Unidos | 123.09 | 44.97 (4)  | 78.12 (6)  |
| 6                 | Mari-Doris Vartmann / Florian Just     | Alemanha       | 122.67 | 45.64 (3)  | 77.03 (10) |
| 7                 | Rebecca Handke / Daniel Wende          | Alemanha       | 121.97 | 41.77 (5)  | 80.20 (5)  |
| 8                 | Julia Beloglazova / Andrei Bekh        | Ucrânia        | 119.46 | 41.56 (7)  | 77.90 (8)  |
| 9                 | Dominika Piątkowska / Dmitry Khromin   | Polônia        | 118.77 | 41.70 (6)  | 77.07 (9)  |
| 10                | Diana Rennik / Aleksei Saks            | Estônia        | 116.46 | 38.47 (12) | 77.99 (7)  |
| 11                | Chloé Katz / Joseph Lynch              | Estados Unidos | 114.96 | 40.17 (11) | 74.79 (11) |
| 12                | Alina Dikhtiar / Filip Zalevski        | Ucrânia        | 112.91 | 40.41 (10) | 72.50 (12) |
| 13                | Rumiana Spassova / Stanimir Todorov    | Bulgária       | 104.86 | 34.29 (16) | 70.57 (13) |
| 14                | Becky Cosford / Christopher Richardson | Canadá         | 103.33 | 36.63 (14) | 66.70 (14) |
| 15                | Marina Aganina / Artem Knyazev         | Uzbequistão    | 102.83 | 37.69 (13) | 65.14 (15) |
| WD                | Anastasya Ignatieva / Vitaly Dubina    | Rússia         | —      | 35.13 (15) | — (WD)     |

### Dança no gelo
| Pos.              | Nome                                     | Nacionalidade    | Pontos | DC         | DO         | DL         |
| ----------------- | ---------------------------------------- | ---------------- | ------ | ---------- | ---------- | ---------- |
| Medalha de ouro   | Tanith Belbin / Benjamin Agosto          | Estados Unidos   | 185.93 | 36.57 (1)  | 59.04 (1)  | 90.32 (2)  |
| Medalha de prata  | Margarita Drobiazko / Povilas Vanagas    | Lituânia         | 182.19 | 34.77 (2)  | 55.32 (2)  | 92.10 (1)  |
| Medalha de bronze | Christina Beier / William Beier          | Alemanha         | 160.66 | 30.59 (3)  | 49.76 (3)  | 80.31 (3)  |
| 4                 | Loren Galler-Rabinowitz / David Mitchell | Estados Unidos   | 155.06 | 28.93 (5)  | 46.63 (4)  | 79.50 (4)  |
| 5                 | Tiffany Stiegler / Sergey Magerovskiy    | Estados Unidos   | 150.04 | 28.56 (6)  | 44.87 (5)  | 76.61 (5)  |
| 6                 | Mylène Girard / Bradley Yaeger           | Canadá           | 144.50 | 29.06 (4)  | 41.55 (8)  | 73.89 (6)  |
| 7                 | Phillipa Towler-Green / Phillip Poole    | Reino Unido      | 138.36 | 26.78 (8)  | 42.69 (6)  | 68.89 (7)  |
| 8                 | Pamela O'Connor / Jonathon O'Dougherty   | Reino Unido      | 132.61 | 27.76 (7)  | 42.20 (7)  | 62.65 (10) |
| 9                 | Siobhan Karam / Joshua Mcgrath           | Canadá           | 127.40 | 24.93 (10) | 37.99 (11) | 64.48 (8)  |
| 10                | Kamila Hájková / David Vincour           | República Tcheca | 125.63 | 23.67 (12) | 38.66 (10) | 63.30 (9)  |
| 11                | Laura Munana / Luke Munana               | México           | 125.32 | 24.30 (11) | 39.66 (9)  | 61.36 (11) |
| 12                | Olga Gmyzina / Ivan Lobanov              | Rússia           | 119.49 | 25.55 (9)  | 34.33 (12) | 59.61 (12) |
| 13                | Barbora Silná / Dmitri Matsjuk           | Áustria          | 101.79 | 21.48 (13) | 32.84 (13) | 47.47 (14) |
| 14                | Leonie Krail / Oscar Peter               | Suíça            | 100.97 | 20.70 (14) | 29.16 (14) | 51.11 (13) |

## Quadro de medalhas
| Ordem | País             | Medalha de ouro | Medalha de prata | Medalha de bronze |    | Ordem por total |
| ----- | ---------------- | --------------- | ---------------- | ----------------- | -- | --------------- |
| 1     | Alemanha         | 2               |                  | 1                 | 3  | 1               |
| 2     | Estados Unidos   | 1               |                  | 2                 | 3  | 1               |
| 3     | Rússia           | 1               |                  |                   | 1  | 3               |
| 4     | Canadá           |                 | 1                |                   | 1  | 3               |
| 4     | Finlândia        |                 | 1                |                   | 1  | 3               |
| 4     | Japão            |                 | 1                |                   | 1  | 3               |
| 4     | Lituânia         |                 | 1                |                   | 1  | 3               |
| 8     | República Tcheca |                 |                  | 1                 | 1  | 3               |
| TOTAL | TOTAL            | 4               | 4                | 4                 | 12 | —               |